# Christian Petersen
Christian Gjestvang Petersen (Ski, 25 maggio 1978) è un ex calciatore norvegese, di ruolo centrocampista.

## Carriera

### Club
Petersen giocò nello Ski, prima di passare al Moss. Nel 2002, si trasferì all'Oslo Øst, squadra militante in 1. divisjon. Debuttò in squadra il 14 aprile, sostituendo Michael Vadseth nel pareggio per 1-1 contro lo Aalesund. Il 21 aprile dello stesso anno, arrivò la prima rete: siglò un gol nel pareggio per 2-2 contro il Tromsø.
Nel corso del 2003, fu acquistato dal Fredrikstad. Esordì in squadra il 10 agosto, nel pareggio per 1-1 sul campo dello Haugesund. A fine anno, la squadra centrò la promozione.
Il 1º settembre 2005, Petersen fu acquistato dal Follo. Il primo incontro per la nuova squadra fu datato 5 settembre, nella sconfitta per 4-2 contro il Moss. Il 16 ottobre dello stesso anno segnò la prima rete, nel pareggio per 1-1 in casa del Sogndal.